# کربنات نیکل (II)
کربنات نیکل(II) (به انگلیسی: Nickel(II) carbonate) با فرمول شیمیایی NiCO3 یک ترکیب شیمیایی با شناسه پاب‌کم 18746 است. که جرم مولی آن 118.702 g/mol می‌باشد. شکل ظاهری این ترکیب، پودر سبز روشن است.